# La Torre de les Maçanes
La Torre de les Maçanes és una vila i municipi del País Valencià situat a la comarca de l'Alacantí, a la comarca històrica de la Foia de Xixona.
| Alcoi  | Benifallim Penàguila | Penàguila |
| Xixona |                      | Relleu    |
| Xixona | Xixona               | Relleu    |

## Geografia
El seu terme municipal ocupa una estreta i trencada vall solcada per l'anomenat riu Torre de les Maçanes (riu-rambla que desemboca en el Montnegre).
Limita amb els municipis de Xixona, Alcoi, Benifallim, Penàguila i Relleu.

## Història
L'origen remot de la localitat radica en un castell musulmà, una antiga torre almohade (s. XII-XIII) situada a la part alta de la població, coneguda com la Casa alta, dona el nom al municipi i n'és el símbol. Després de la conquesta cristiana, va ser annexionada a la Corona d'Aragó, denominada Iri Lauria en l'any 1297. La Torre de les Maçanes fou depenent de l'Ajuntament de Xixona fins a la seua segregació el 1794, constituint-se des de llavors en municipi independent. Durant la Guerra de Successió fou destruïda per les tropes de Carles III d'Aragó, i fou edificada novament en l'any 1708 per ordre de Felip V. Obtingué el títol de vila l'any 1805.

## Política i govern

### Corporació municipal
El Ple de l'Ajuntament està format per 7 regidors. En les eleccions municipals de 26 de maig de 2019 foren elegits 3 regidors del Partit Socialista del País Valencià (PSPV-PSOE), 3 del Partit Popular (PP) i 1 de Compromís per la Torre de les Maçanes (Compromís).
| Eleccions municipals de 26 de maig de 2019 - la Torre de les Maçanes                                                                                        |                                          |                                     |                                     |      |          |          |
| Candidatura | Candidatura                              | Candidatura                         | Cap de llista                       | Vots | Vots     | Regidors |
| | Partit Socialista del País Valencià-PSOE |                                     | David Espí Llinares                 | 165  | 39,01%   | 3 (+1)   |
| | Partit Popular                           |                                     | Cristòfol Sala Menargues            | 163  | 38,53%   | 3 (-1)   |
| | Compromís per la Torre de les Maçanes    |                                     | Matilde Torregrossa Coloma          | 90   | 21,28%   | 1 ()     |
| | Vots en blanc                            |                                     |                                     | 5    | 1,18%    |          |
| Total vots vàlids i regidors | Total vots vàlids i regidors             | Total vots vàlids i regidors        | Total vots vàlids i regidors        | 424  | 100 %    | 7        |
| | Vots nuls                                | Vots nuls                           | Vots nuls                           | 10   | 2,31%    |          |
| Participació (vots vàlids més nuls) | Participació (vots vàlids més nuls)      | Participació (vots vàlids més nuls) | Participació (vots vàlids més nuls) | 433  | 76,91%** |          |
| Abstenció | Abstenció                                | Abstenció                           | Abstenció                           | 130* | 23,09%** |          |
| Total cens electoral | Total cens electoral                     | Total cens electoral                | Total cens electoral                | 563* | 100 %**  |          |
| Alcalde: David Espí Llinares (PSPV) (15/06/2019) Per ser la llista més votada, després de no haver obtingut majoria absoluta dels regidors (3 vots de PSPV) |                                          |                                     |                                     |      |          |          |
| Fonts: JEC, JEZ Alacant, M. Interior, Periòdic Ara. (* No són vots sinó electors. ** Percentatge respecte del cens electoral.)                              |                                          |                                     |                                     |      |          |          |

### Alcaldes
Des de 2020 l'alcalde de la Torre de les Maçanes és Cristòfol Sala Menargues del Partit Popular de la Comunitat Valenciana (PPCV-PP).
| Període                       | Alcalde o alcaldessa                         | Partit polític | Data de possessió | Observacions                          |
| ----------------------------- | -------------------------------------------- | -------------- | ----------------- | ------------------------------------- |
| 1979–1983                     | David Coloma Verdú                           | PSPV-PSOE      | 19/04/1979        | --                                    |
| 1983–1987                     | Joan Baptista Bertomeu Major                 | PSPV-PSOE      | 28/05/1983        | --                                    |
| 1987–1991                     | Joan Baptista Bertomeu Major                 | PSPV-PSOE      | 30/06/1987        | --                                    |
| 1991–1995                     | Joan Baptista Bertomeu Major                 | PSPV-PSOE      | 15/06/1991        | --                                    |
| 1995–1999                     | Joan Baptista Bertomeu Major                 | PSPV-PSOE      | 17/06/1995        | --                                    |
| 1999–2003                     | Joan Baptista Bertomeu Major                 | PSPV-PSOE      | 03/07/1999        | --                                    |
| 2003–2007                     | Pau Torregrossa Coloma                       | BLOC-EV        | 14/06/2003        | --                                    |
| 2007–2011                     | Felip Sirvent Cantó                          | PP             | 16/06/2007        | --                                    |
| 2011–2015                     | Cristòfol Sala Menargues                     | PP             | 11/06/2011        | --                                    |
| 2015–2019                     | Cristòfol Sala Menargues                     | PP             | 13/06/2015        | --                                    |
| 2019-2023                     | David Espí Llinares Cristòfol Sala Menargues | PSPV-PSOE PP   | 15/06/2019        | -- Moció de censura PP+Trànsfuga PSPV |
| Des de 2023                   | n/d                                          | n/d            | 17/06/2023        | --                                    |
| Fonts: Generalitat Valenciana |                                              |                |                   |                                       |

## Evolució demogràfica
Durant el segle xx ha mantingut una pauta demogràfica de caràcter recessiu, degut a l'emigració de la població cap a nuclis industrials com ara Alcoi. L'any de màxima població censal va ser 1897 amb 1.673 veïns, descendint a 1.230 el 1950, 890 el 1970, 702 el 1991; segons el padró d'1 de gener de 2008, la població té 758 habitants. Un 19% de la seua població el 2008 era de nacionalitat estrangera, principalment d'altres països de la Unió Europea.
A data de 2022, La Torre de Maçanes tenia 683 habitants (INE).
| any  | habitants |
| ---- | --------- |
| 1842 | 1.106     |
| 1877 | 1.661     |
| 1887 | 1.676     |
| 1897 | 1.680     |
| 1900 | 1.651     |
| 1910 | 1.619     |
| 1920 | 1.553     |
| 1930 | 1.201     |
| 1940 | 1.192     |
| 1950 | 1.183     |
| 1960 | 1.057     |
| 1970 | 896       |
| 1981 | 782       |
| 1991 | 736       |
| 2000 | 720       |
| 2010 | 788       |
| 2020 | 636       |

## Economia
L'economia es basa principalment en l'agricultura de secà (ametlla, oli, fruites i llegums), petites indústries de joguines, reclams publicitaris i en el turisme rural.

## Monuments i llocs d'interés

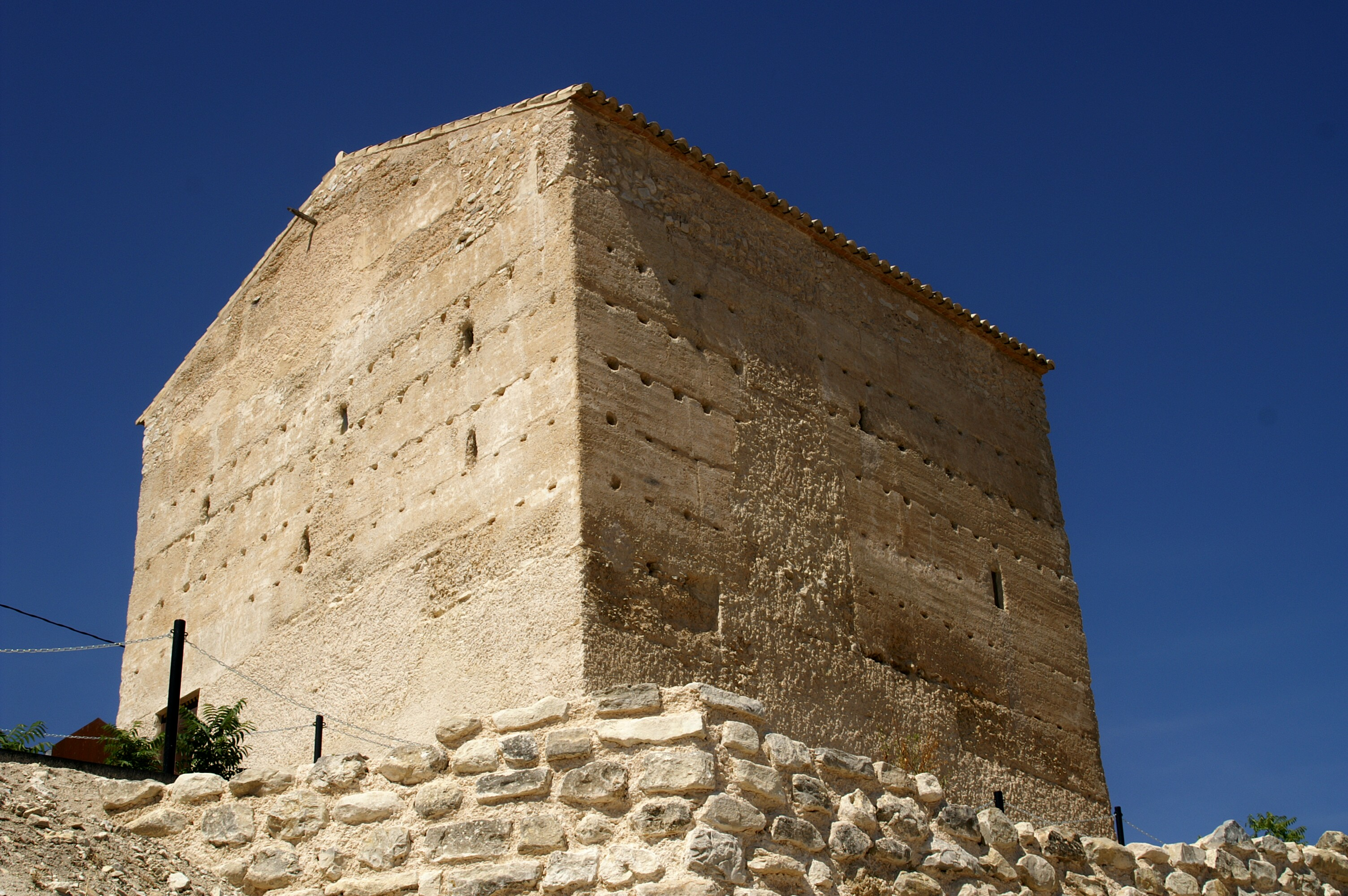
La Casa Alta o Torre Gran

- Jaciments prehistòrics: Freginal de la Font Major (Mesolític), Sitges de la Foia de Cortés i el Xipreret (d'entre els més de setanta construïts entre el 3000 aC fins a l'edat mitjana), Necròpolis de la Muntanya de la Barsella i del Penyó del Comanador.
- La Foia de Cortés: masia fortificada on es van trobar restes àrabs.
- El Molí de dalt: restes d'un antic molí medieval.
- La Casa Alta: Torre almohade (S. XII - XIII), de la qual prové el topònim de la vila i n'és el símbol.
- Parròquia de Santa Anna: els orígens es remunten a 1588. En el seu interior es troba una necròpoli. El seu estil actual és neoclàssic.
- El Pou de la Neu: antic i espectacular dipòsit de neu, situat a 1160 m. d'altitud la funció era la d'aglutinar i conservar el preuat element per donar-li diferents usos en èpoques estivals.
- El Sanatori: a 965 m. d'altura, data de l'any 1926. Antic sanatori antituberculós que ja havia estat anteriorment casa de repòs, colònia infantil de vacances i hospital militar durant la Guerra Civil. Encara que es troba abandonat, la seua fonamentació presenta un magnífic estat, la qual cosa anima l'Ajuntament a projectar futures funcions per a l'edifici.
- Les Masies: hi ha una gran quantitat de masies antigues escampades per tot el terme municipal, vestigis d'una societat agrícola del passat recent que tenen un gran valor històric i cultural (Masia els Castellanos, El comanaor, Mareta, la Foia Boix, El Buitre).

## Festes
- Festes de Sant Gregori: setmana del 9 de maig. Són patronals. Els festers són triats d'entre els cap de família. Es remunten a 1658, any en què segons la creença popular el poble va ser alliberat d'una plaga de llagosta per intercessió del sant. Per eixe motiu es realitza la Festa del pa beneït, en què s'ofrena al sant un pa beneït d'uns 6-8 kg de pes, realitzat artesanalment, adornat amb flors i fines teles brodades. Es posa sobre un llibrell que porten les clavariesses damunt del cap. Els actes més importants són: L'ofrena, en què els anomenats llumeners van abillats amb el vestit típic de pagès i les clavariesses de pagesa (destaca per la seua bellesa i valor artístic el mocador negre brodat amb flors) i ambdós ofrenen flors al sant. La Desfilada de Pans: els llumeneres de pagès i les clavariesses amb enagües blanques i mocador clar (que iguala en bellesa al de l'ofrena), en un vistós i espectacular desfilada, es dirigixen a l'església per a oferir el pa beneït al sant. La processó: llumeneres i clavariesses visten com en la desfilada. De les festes es conserven dues melodies populars amb dos segles d'antiguitat: El Sant Rosari de l'Aurora a Sant Gregori i els Goigs al Sant Patró.

- Festes de Santa Anna: dies 24, 25 i 26 de juliol. Són patronals. Celebrades per les dones casades. També realitzen els actes religiosos vestides de pageses. Es programen actes culturals, lúdics i de germanor.

- Festa de la Mare de Déu de l'Assumpció (Mare de Déu dels Fadrins): setmana del 15 d'agost. La festegen els homes solters. Amb una projecció especial per ser data clau en les vacances estivals i acompanyada d'un clima immillorable, es realitzen actes de tota classe: concurs de paelles i de disfresses, sardinada, mascletà, pregó humorístic, moros i cristians humorístics, teatre, concert de la Societat Musical l'Aliança, cors i danses, pilota valenciana, orquestres nocturnes, etc. i actes religiosos L'acte més important i popular és la banyà ('banyada'): sempre es realitza el dia 15 d'agost a la una de la vesprada. Convoca gran quantitat de gent i es tracta d'una espècie de batalla d'aigua en què s'utilitzen poals o qualsevol altre contenidor. S'ha d'anar vestit o disfressat i no amb banyador.

- Festa de la Immaculada Concepció (Mare de Déu de les Fadrines): dies 6, 7, i 8 de desembre. Celebrada per les dones solteres. En els actes religiosos (ofrena, missa i processó) van abillades amb teula i mantellina. Es programen activitats culturals, lúdiques i de germanor.

- Romeria de Sant Isidre: els festers que han realitzat la festa a Sant Gregori la setmana anterior, organitzen una romeria, en contacte amb la natura, amb actes religiosos, ofrena de flors i menjar campestre.

## Gastronomia
D'entre les més de cent receptes, destaquen:
- Amanides: Aspencat, Mullaor, Pericana.
- Salses: Allioli, Escabetx.
- Sopes: Farinetes.
- Potatges: Putxero, fasegures de Panis, Pilotes, Olleta Torruana
- Bolets: Pebrellot, Morenes, Mocosos, Gírgoles, Boletus de Xop
- Pastes: Tortellini d'espinacs, Minxos, Gatxamiga.
- Rebosteria: Bunyols, tonyes, Mantecados.
- Licors típics: Surra, Canari, Paloma, Herbero